# Pseudorubellia brancsiki
Pseudorubellia brancsiki är en insektsart som först beskrevs av Bolívar, I. 1904.  Pseudorubellia brancsiki ingår i släktet Pseudorubellia och familjen Pyrgomorphidae. Inga underarter finns listade i Catalogue of Life.